# Barbra Streisand
Barbra Joan Streisand (ur. 24 kwietnia 1942 w Nowym Jorku) – amerykańska piosenkarka, aktorka, kompozytorka, autorka tekstów, reżyserka, scenarzystka i producentka filmowa.
Laureatka licznych wyróżnień, między innymi 2 Nagród Akademii Filmowej (Oscarów), 10 Grammy (w tym honorowych Grammy Legend Award i Grammy Lifetime Achievement Award), Tony, 3 Emmy, 9 Złotych Globów (w tym honorowej Nagrody im. Cecila B. DeMille’a), 4 Peabody Awards, Nagrody Amerykańskiej Gildii Reżyserów Filmowych, a także nagród za całokształt twórczości przyznanych przez Amerykański Instytut Filmowy i Gildię Aktorów Ekranowych. Należy do ścisłego grona laureatów EGOT, czyli czterech najważniejszych nagród amerykańskiego przemysłu rozrywkowego (Emmy, Grammy, Oscara i Tony). W 2015 odznaczona Prezydenckim Medalem Wolności.
Zaliczana do grona piosenkarek, które odniosły największy sukces w historii współczesnej muzyki rozrywkowej pod względem sprzedaży płyt i uznania krytyki. Nakład sprzedanych przez nią albumów szacuje się na 145 mln egzemplarzy, w tym ponad połowę w Stanach Zjednoczonych, co czyni ją najwyżej notowaną artystką solową w rankingu sprzedaży w tym kraju. Niektóre źródła podają, że liczba sprzedanych przez nią płyt wynosić może nawet 245 mln sztuk. Za sprzedaż albumów w USA uzyskała 14 multiplatynowych płyt, 31 platynowych i 53 złote. Według RIAA jest artystką z największą liczbą (33) albumów w pierwszej dziesiątce notowania Billboard 200 spośród wszystkich piosenkarek solowych. Znajduje się na czwartym miejscu rankingu artystów z największą liczbą płyt, które dotarły do pierwszego miejsca na amerykańskiej liście sprzedaży. Jest jedyną artystką na świecie, która przez kolejnych sześć dekad dotarła ze swoją płytą do pierwszego miejsca na liście Billboard 200.

## Życiorys

### Wczesne lata
Urodziła się w nowojorskim Brooklynie jako córka Amerykanów żydowskiego pochodzenia – nauczyciela gramatyki, poety i naukowca Emanuela Streisanda i szkolnej sekretarki Diany (urodzonej jako Ida Rosen), która w młodości próbowała kariery jako śpiewaczka sopranowa. Jej dziadkowie wyemigrowali do USA z terenów dawnej Polski; rodzina jej ojca pochodziła z Galicji, a matki – z zaboru rosyjskiego, gdzie jej pradziadek był kantorem. Dziadkiem Barbry był Izaak Streisand (syn Kesriel Streisand i Mali Feldman), żydowski emigrant z Buczacza, a babcią – Annie (Anna) Kesten (Keston, Kessler), żydowska emigrantka z Galicji (córka Dreijzie „Daisy” Cohen i Maxa Kestena [Kestona, Kesslera], który był synem Charlesa Kestona).
Gdy miała 15 miesięcy, jej ojciec zmarł z powodu niewydolności oddechowej po zastrzyku morfiny mającym złagodzić atak padaczki. Po śmierci Emanuela rodzina pogrążyła się niemal w ubóstwie, z tego powodu na kolejne osiem lat zamieszkała u rodziców Diany w Williamsburgu. W 1949 drugim mężem Diany został Louis Kind, sprzedawca używanych samochodów, który jednak opuścił rodzinę, gdy Barbara miała 13 lat. Barbara wychowywała się z dwójką rodzeństwa: starszym o siedem lat rodzonym bratem Sheldonem i młodszą przyrodnią siostrą Rosalind, która w dorosłym życiu zmieniła imię na Roslyn i również została piosenkarką.
Uczęszczała do Bais Yakov School w Brooklynie. W latach 50. wraz z matką wzięła udział w sesji nagraniowej w studiu Nola Recording, na której zarejestrowała na winylu piosenki „Zing! Went the Strings of My Heart” i „You Never Know”. Po skończeniu drugiej klasy szkoły średniej Erasmus Hall High School, w ramach praktyk letnich, wystąpiła w spektaklu Piknik wystawianym w teatrze Malden Bridge Playhouse. W ramach praktyk pracowała także w teatrze Cherry Labe w Greenwich Village. Śpiewała też w chórze Chorale Clubo oraz wzięła udział w trzymiesięcznym kursie w Actors Studio Lee Strasberga. W styczniu 1959, ukończywszy szkołę średnią na pół roku przed terminem, wyjechała do Nowego Jorku, gdzie uczęszczała na zajęcia aktorskie do Theatre Studio oraz wystąpiła jako Clynthia w spektaklu Z życia owadów. Warsztat aktorski rozwijała z ówczesnym chłopakiem, Barrym Dennenem, który dzielił się z nią zawodowymi wskazówkami. Zarabiała na życie, pracując jako bileterka w teatrze Lubt-Fontanne, opiekunka do dzieci, urzędniczka i recepcjonistka w biurze agencji reklamowej Ben Sackheim Inc., której dyrektorem artystycznym był jej brat. Przez brak regularnego dochodu nie miała stałego miejsca zamieszkania, dlatego pomieszkiwała u znajomych.

### Lata 60.

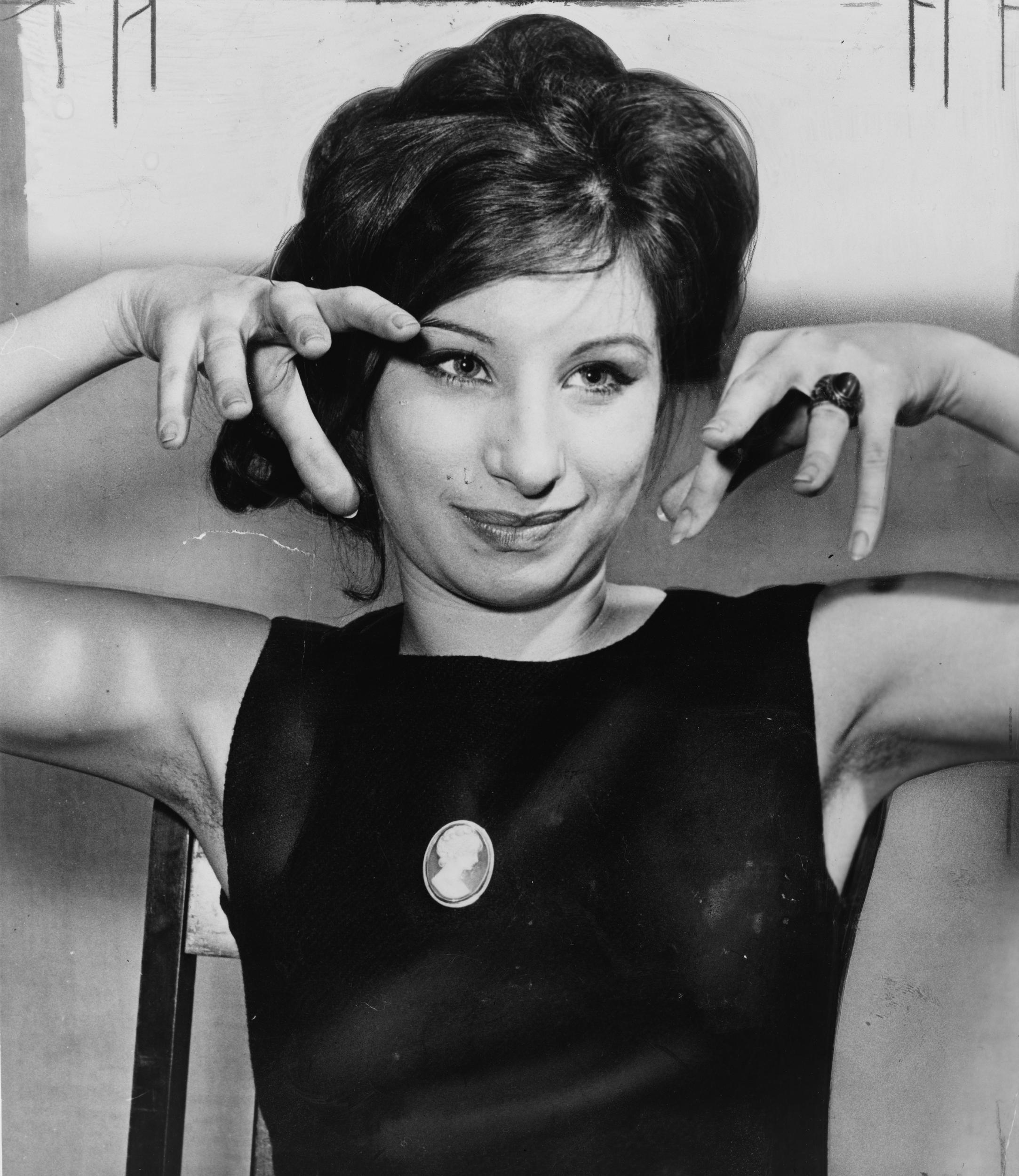
Streisand (1962)

Na początku lat 60. wzięła udział w przesłuchaniach do roli Liesl von Trapp w spektaklu Dźwięki muzyki oraz z pomocą Barry’ego Dennena zarejestrowała taśmę z kilkoma utworami. W tym czasie zdobyła uznanie publiczności występami w klubie nocnym „The Lion”, wówczas jednym z najpopularniejszych klubów gejowskich na Greenwich Village, w którym pracowała także jako szatniarka. Kiedy miała 18 lat, zmieniła imię z Barbara na Barbra, by wyróżnić się od innych debiutantów. Niedługo później zaczęła występować w Theatre Studio w roli francuskiej pokojówki Hortense w spektaklu The Boy Friend. Po pomyślnym przejściu przesłuchań zaczęła dawać regularne recitale w klubie nocnym „Bon Soir” w Greenwich Village, a jej występy zdobywały uznanie publiczności i krytyków, którzy wychwalali jej talent w recenzjach. Po jednym z występów podpisała trzyletni kontrakt menedżerski z Tedem Rozarem, a jej agentem został Irvin Arthur z firmy Associated Booking Corporation.
W 1961 zaczęła występować w klubie „Caucus” w Detroit, a jej debiut poprzedziła kampania promocyjna obejmująca wywiady dla radia (audycje The Jack Harris Show i Guest House w rozgłośni WJR) i prasy (m.in. gazety „Detroit News” i „Windsor Star”). W materiałach promocyjnych podawała, że pochodzi z Turcji, czym chciała uniknąć podkreślania jej żydowskiego i brooklyńskiego pochodzenia. W kwietniu 1961 dała swój pierwszy telewizyjny występ w programie The Tonight Show, w którym zaśpiewała „A Sleepin’ Bee” i „When the Sun Comes Out”. Niedługo po występie w telewizji zagrała koncert w Crystal Palace oraz zaśpiewała piosenki „A Sleepin’ Bee” i „Lover, Come Back to Me” w programie telewizyjnym PM East. Pozytywne recenzje od widzów sprawiły, że zaczęła regularnie gościć w tym programie. Występowała także w teatrze-restauracji „Town’n’Country” w Winnipeg, a jej menedżerem został Marty Erlichman. Dzięki niemu wzięła udział w przesłuchaniach do off-broadwayowskiej rewii Another Evening with Harry Stoones, w której zdobyła angaż i podpisała kontrakt z Jeffem Harrisem. Dorabiała do skromnej gaży teatralnej (zarabiała 37,5 dol. tygodniowo), występując w klubie „Blue Angel”. Po zdjęciu rewii Another… z powodu słabych recenzji zdobyła angaż do roli panny Marmelstein w broadwayowskim przedstawieniu I Can Get It for You Wholesale wystawianym w Shubert Theatre. By zwrócić na siebie uwagę publiczności, ponownie podkoloryzowała swój życiorys, tym razem podając w programie teatralnym, że urodziła się na Madagaskarze i dorastała w Rangunie. Choć sztuka otrzymywała przeważnie krytyczne recenzje, Streisand za swoją rolę była doceniana przez krytyków i cieszyła się uznaniem publiczności. Za występy w I Can Get It… otrzymała nagrodę New York Drama Critics’ Circle oraz była nominowana do nagrody Tony dla najlepszej aktorki drugoplanowej w musicalu, ponadto Howard Taubman na łamach „The New York Timesa” uznał ją za jedną z dziesięciu najlepszych debiutantek na Broadwayu. Wraz z resztą obsady spektaklu nagrała album z piosenkami z I Can Get It…, a także zaśpiewała cztery piosenki na płytową wersję musicalu Pubs and Needles. Dzięki pomocy agenta reklamowego Richarda Falka zaczęła coraz częściej występować w telewizyjnych talk-shows oraz udzielać wywiadów prasie, dzięki czemu zyskiwała coraz większe zainteresowanie mediów. W tym czasie jej nowym agentem został Joe Sully, z którego pomocą podpisała gwiazdorski kontrakt na występy w „Bon Soir”. Ponadto została klientką agencji artystycznej William Morris i otrzymała oferty współpracy z wytwórniami muzycznymi Capitol Records i Atlantic Records, jednak obie odrzuciła. Znużona powtarzalnymi występami w I Can Get It…, coraz częściej spóźniała się na przedstawienia oraz grała bez zaangażowania, czym irytowała współpracowników.
1 października 1962 podpisała kontrakt z firmą Columbia Records, której ówczesny szef – Goddard Lieberson – wcześniej kilka razy odrzucił propozycje współpracy z artystką. W tym czasie jej nowym agentem reklamowym został Lee Solters. 15 dni po podpisaniu umowy rozpoczęła pracę nad materiałem na debiutancki album, zatytułowany po prostu The Barbra Streisand Album, który wydała 25 lutego 1963. Premierę płyty poprzedziła występem w programie The Ed Sullivan Show, w którym zaśpiewała piosenki „Lover, Come Back to Me” i „My Coloring Book”. Niedługo po wydaniu krążka odbyła trasę promocyjną obejmującą koncerty w klubach nocnych oraz występ w programie telewizyjnym The Mike Douglas Show. W kolejnych miesiącach m.in. zagrała serię występów w klubach „hungry i”, „Basin Street East” i „Mister Kelly’s”, a także zaśpiewała 23 maja na corocznym obiedzie Stowarzyszenia Korespondentów Białego Domu z udziałem prezydenta USA Johnem F. Kennedym oraz występowała gościnnie na koncertach Liberace’a, najpierw w hotelu „Riviera” w Las Vegas, a następnie w klubie „Harrah’s” w Lake Tahoe. Album promowała także singlami „Happy Days Are Here Again”, „My Coloring Book”, „Cry Me a River” i „A Sleepin’ Bee”. Mimo porażki sprzedażowej w pierwszym miesiącu po premierze, dzięki przychylnym recenzjom prasowym krążek dotarł do ósmego miejsca na liście Billboard 100, a Streisand odebrała za jego wysoką sprzedaż certyfikat złotej płyty w Stanach Zjednoczonych. W drugiej połowie roku zaczęła występować w klubie „The Cocoanut Grove” w Los Angeles, a jej premierowy koncert w tym lokalu zgromadził śmietankę amerykańskiego show-biznesu. W tym czasie jej nowymi agentami zostali David Begelman i Freddie Fields, dzięki którym m.in. gościła w programie The Judy Garland Show. Za ten występ w talk-show była w 1964 nominowana do nagrody Emmy w kategorii „wybitny występ w pojedynczym lub seryjnym programie rozrywkowym lub muzycznym”.
Jeszcze w 1963 także recital w sali Hollywood Bowl, a na rynku pojawiła się jej druga płyta, The Second Barbra Streisand Album, która powtórzyła sukces debiutu – zebrała przychylne recenzje od krytyków oraz dotarła do drugiego miejsca na liście Billboard 200. Po wydaniu płyty odbyła trasę koncertową po USA. W grudniu odebrała nagrodę magazynu „Cue” dla człowieka rozrywki minionego roku oraz została uznana za jedną z wybitnych młodych kobiet w zestawieniu magazynu „Mademoiselle”. W tym czasie kończyła także nagrania materiału na kolejny album.

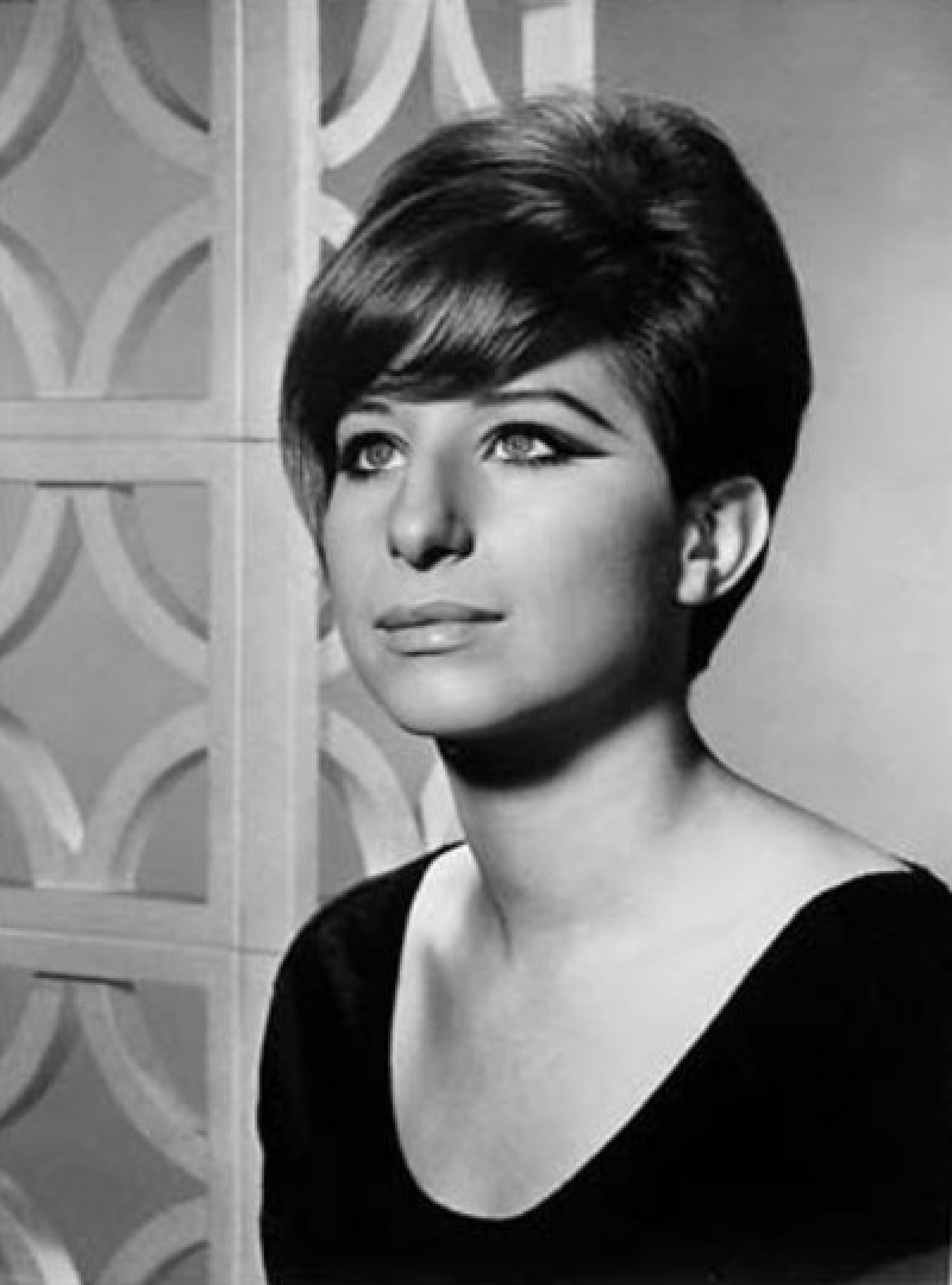
Streisand (1965)

W 1964 wróciła do Broadwayu, gdzie od 26 marca przez kolejne dwa lata występowała w roli Fanny Brice w spektaklu Zabawna dziewczyna wystawianym w Winter Garden Theatre. Przedpremierowe sztuki zagrała w Bostonie i Filadelfii, a za swój występ zebrała przychylne recenzje krytyków. Jeszcze przed zdobyciem angażu podjęła lekcje baletu, by udoskonalić swoje umiejętności taneczne, a przed premierą spektaklu na Broadwayu nagrała singiel „I Am Woman” promujący sztukę, który zebrał przychylne recenzje, jednak nie osiągnął większego sukcesu na listach przebojów. Spektakl pomógł wylansować jej dwa przeboje: „People” oraz „Don’t Rain on My Parade”. Za występ w Zabawnej dziewczynie zdobyła uznanie krytyków i była nominowana do nagrody Tony. Również w 1964 odebrała dwie nagrody Grammy za wygraną w kategoriach: najlepsza wokalistka i najlepszy album (The Barbra Streisand Album), ponadto była nominowana do nagrody za nagranie roku („Happy Days Are Here Again”). Rok później występowała ze sztuką w Prince of Wales Theatre na londyńskim West Endzie. W międzyczasie wydała dwa kolejne albumy: The Third Album i People. Oba krążki spotkały się z dużym zainteresowaniem słuchaczy, szczególnie People, które – dzięki tytułowemu przebojowi – uzyskało w USA status platynowej płyty, stając się jednocześnie pierwszym wydawnictwem w dyskografii Streisand, które trafiło na szczyt notowania amerykańskiej listy sprzedaży albumów Billboard 200; The Third Album dotarło do ósmego miejsca na liście sprzedaży.
Jeszcze w 1964 podpisała kontrakt z telewizją CBS opiewający na 1 mln dol. na godzinne programy specjalne, które miały być realizowane przez kolejne 10 lat. Pierwsze ze zrealizowanych widowisk muzycznych My Name Is Barbra w 1965 okazało się wielkim sukcesem, otrzymując pozytywne recenzje i nagrody Emmy. Piosenki pochodzące z tej produkcji zostały zebrane i wydane na albumach My Name Is Barbra oraz My Name Is Barbra, Two..., które również ukazały się w 1965. Rok później premierę miał program Color Me Barbra, do którego również nagrała album. Jesienią wydała album pt. Je m’appelle Barbra, na którym umieściła częściowo francuskojęzyczny repertuar oraz standardy „Autumn Leaves” i „What Now My Love”.
W czerwcu 1967 w nowojorskim Central Parku zagrała darmowy koncert przed 135-tysięczną publicznością. Fragmenty zapisu tego wydarzenia ukazały się później na płycie A Happening in Central Park. Artystka w tym samym roku nagrała i wydała jeszcze dwa krążki, Simply Streisand i A Christmas Album, z których ten drugi stał się jednym z największych bestsellerów w jej karierze. W 1968 premierę miała ekranizacja przedstawienia Zabawna dziewczyna, w której Streisand zagrała główną rolę. Produkcja odniosła sukces zarówno komercyjny, jak i artystyczny, przynosząc jej Złoty Glob oraz Oscara dla najlepszej aktorki pierwszoplanowej; drugą nagrodę zdobyła ex aequo z Katharine Hepburn.
Latem 1969 wydała album What About Today?, którym odeszła od stylistyki broadwayowskiej na rzecz współczesnego popu. Płyta okazała się porażką komercyjną. Pod koniec roku odniosła jednak kolejny triumf kinowy filmem Hello, Dolly!, będącym ekranizacją musicalu o tym samym tytule. Pomimo iż film poniósł twórcom kilkumilionowe straty, okazał się jednym z najbardziej dochodowych obrazów tego roku. Streisand w wieku zaledwie 27 lat miała już na koncie wszystkie najważniejsze nagrody przemysłu filmowego i muzycznego: Grammy, Oscara, Złoty Glob i Emmy. Muzyczny dorobek lat 60. podsumowała swoją pierwszą składanką przebojów pt. Barbra Streisand’s Greatest Hits, która zdobyła w USA certyfikat podwójnej platyny.

### Lata 70.
Lata 70. rozpoczęła rolą w filmach W pogodny dzień zobaczysz przeszłość oraz Puchacz i Kotka, który stał się dużym hitem. W 1971 wydała album pt. Stoney End, z którym dotarł do 10. miejsca na liście Billboard 200 i który uzyskał status platynowej płyty w USA. Tytułowa piosenka również podbiła amerykańskie listy przebojów. Wydana pół roku później płyta Barbra Joan Streisand również cieszyła się powodzeniem.

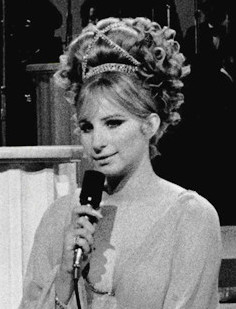
Streisand (1969)

W 1972 premierę kinową miała komedia No i co, doktorku?, w której Streisand zagrała główną rolę. Film przyniósł dochód w wysokości 66 mln dol. i okazał się jedną z najbardziej kasowych produkcji roku. Kolejny film, podszyty licznymi przekazami feministycznymi Jak się zabawić?, okazał się za to jedną z największych klęsk filmowych na polu komercyjnym, mimo zdobytych pozytywnych recenzji co do gry aktorskiej Streisand. W 1973 wyemitowano piąte widowisko telewizyjne z udziałem artystki, w którym wykonywała swoje przeboje oraz inne znane utwory do akompaniamentu egzotycznych i nietypowych instrumentów. Nagrania pochodzące z produkcji zostały wydane później na albumie Barbra Streisand...and Other Musical Instruments. W tym samym roku piosenkarka pojawiła się u boku Roberta Redforda w melodramacie Tacy byliśmy, który okazał się jednym z jej największych hitów filmowych. Produkcja została nagrodzona dwoma Oscarami, Złotym Globem i Grammy, a tytułowa piosenka „The Way We Were” trafiła na pierwsze miejsce listy Billboard Hot 100, stając się zarazem pierwszym utworem w dorobku Streisand, który dotarł na szczyt notowania. Utwór został zawarty także na jej kolejnym albumie pt. The Way We Were.
W 1974 wystąpiła w filmie Dla dobra Pete’a, który przeszedł jednak bez większego echa. Jesienią wydała album pt. ButterFly, na którym umieściła swoje interpretacje piosenek z repertuaru artystów, takich jak David Bowie, Paul Anka i Bob Marley. Album wyprodukował ówczesny partner artystki, Jon Peters. Krążek uzyskał status złotej płyty w USA, podobnie jak wydany w 1975 album pt. Lazy Afternoon. W tym samym roku pojawiła się w filmie Zabawna dama, będącym sequelem obrazu Zabawna dziewczyna sprzed siedmiu lat, który jednak spotkał się z umiarkowanym sukcesem kasowym i, mimo otrzymania pięciu nominacji, nie zdobył ani jednej nagrody Akademii Filmowej.

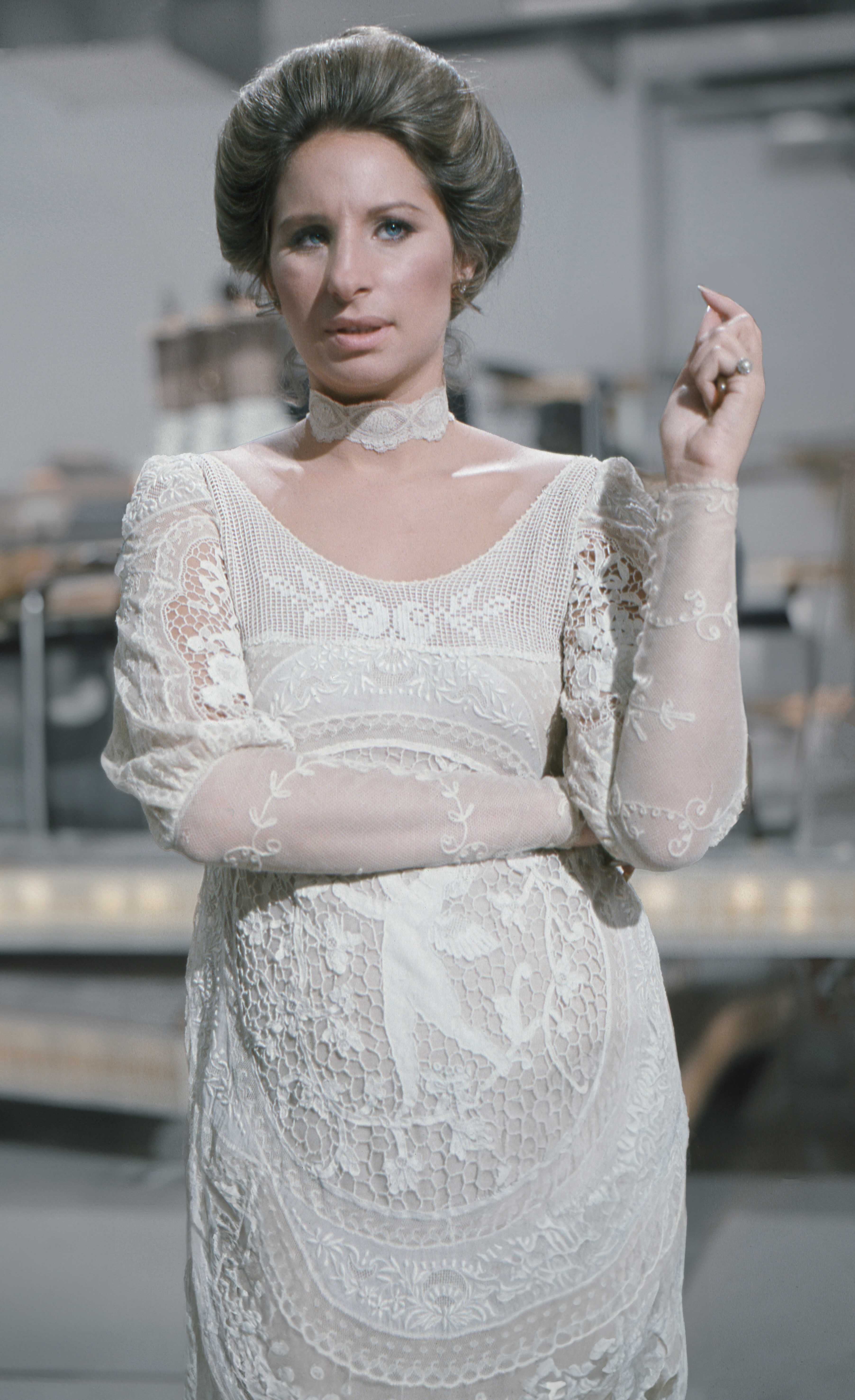
Streisand (1973)

W lutym 1976 na rynku pojawił się album pt. Classical Barbra, na którym Streisand zinterpretowała utwory napisane przez klasycznych kompozytorów europejskich, takich jak Händel, Schumann czy Debussy. W grudniu premierę miał film Narodziny gwiazdy (drugi remake obrazu z 1937), w którym artystce partnerował Kris Kristofferson, a ona sama została współproducentką filmu. Narodziny gwiazdy nagrodzono Oscarem oraz pięcioma Złotymi Globami. Oficjalna ścieżka dźwiękowa do filmu, zawierająca piosenki z filmu wykonywane przez Streisand i Kristoffersona, pokryła się pięciokrotną platyną w USA. Pochodząca ze płyty ballada „Evergreen” również stała się wielkim przebojem i dotarła do pierwszego miejsca na liście Hot 100.
W 1977 wydała album Streisand Superman, który uzyskał status platynowej płyty w USA. Na wydanej w kolejnym roku płycie Songbird umieściła utwór „You Don’t Bring Me Flowers” nagrany w duecie z Neilem Diamondem, z którym to trafiła na pierwsze miejsce listy Hot 100. Jesienią 1978 ukazało się drugie retrospektywne wydawnictwo pt. Barbra Streisand’s Greatest Hits Volume 2, które pobiło kolejne rekordy sprzedaży, zdobywając pięciokrotną platynę w USA oraz docierając do pierwszych miejsc m.in. w Kanadzie, Wielkiej Brytanii i Nowej Zelandii. W tym samym roku pojawiła się w komedii Wielkie starcie, która mimo niepochlebnych recenzji okazała się kolejnym sukcesem kasowym, a piosenka „The Main Event/Fight” stała się przebojem. W drugiej połowie 1979 nagrała album pt. Wet zawierający dyskotekowy hit „No More Tears (Enough Is Enough)”, który nagrała w duecie z Donną Summer.

### Lata 80.
W 1980 wydała album pt. Guilty, niemal w całości skomponowany i wyprodukowany przez Barry’ego Gibba z zespołu Bee Gees. Krążek zdobył w USA certyfikat pięciokrotnie platynowej płyty i pozostaje największym bestsellerem w całym dorobku Streisand. Płyta zawierała kilka przebojów, w tym „Guilty” i „What Kind of Fool” (oba nagrane w duecie z Gibbem) oraz singel „Woman in Love”, który masowo podbił listy sprzedaży i stał się sztandarowym hitem artystki. W 1981 premierę mieli Niepokorni, kolejny film z udziałem Streisand, który poniósł klęskę komercyjną. Wydana w tym samym roku kompilacja przebojów Memories spotkała się z gorącym przyjęciem i sprzedała w wielomilionowym nakładzie na świecie. Kompilacja zawierała największe hity artystki z ostatnich lat oraz nowe piosenki – „Comin’ in and Out of Your Life” i „Memory” z musicalu Koty, które także zdobyły popularność.
W 1983 ukończyła realizację filmu Yentl, którego była producentką, współscenarzystką i reżyserką, a także odtwórczynią głównej roli. Obraz, oparty na treści opowiadania Isaaca Bashevisa Singera, zdobył Oscara za najlepszą muzykę filmową, a także dwa Złote Globy, w tym dla najlepszego reżysera, czyniąc Streisand pierwszą kobietą w historii, jaka otrzymała wyróżnienie w tej kategorii. Film, jak i jego ścieżka dźwiękowa spotkały się także z sukcesem komercyjnym.
W 1984 wydała album pt. Emotion, a rok później krążek pt. The Broadway Album, na którym wykonała wybrane utwory z musicali broadwayowskich, m.in. West Side Story, A Little Night Music i Carousel. Pomimo sceptycyzmu wytwórni, która niechętnie zgodziła się na wydanie The Broadway Album, płyta trafiła na pierwsze miejsce listy sprzedaży Billboard 200 i należy do grona najlepiej sprzedających się wydawnictw artystki. Album promowały single „Somewhere” oraz „Send in the Clowns”.

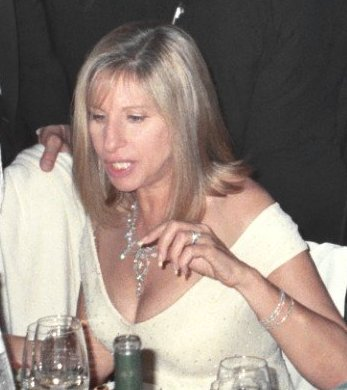
Barbra Streisand na przyjęciu po rozdaniu nagród Emmy, 1995

We wrześniu 1986 zorganizowała charytatywny koncert na terenie swojej prywatnej posiadłości w Malibu, mający na celu zebranie funduszy na rzecz kampanii prezydenckich kandydatów amerykańskiej Partii Demokratycznej. Wydarzenie zostało później wyemitowane w telewizji i wydane na płycie One Voice. Jesienią 1987 odbyła się premiera filmu Wariatka, w którym Streisand zagrała kobietę oskarżoną o morderstwo i do którego częściowo napisała scenariusz. Obraz spotkał się z entuzjastycznym przyjęciem publiczności. Na wydanym w 1988 krążku Till I Loved You umieściła piosenki, które nagrała w duetach z zaproszonymi artystami, takimi jak Burt Bacharach, Quincy Jones, Dionne Warwick czy Donem Johnsonem. W 1989 pojawiła się kompilacja przebojów pt. A Collection: Greatest Hits... and More, niemal w całości składająca się z materiału nagranego w latach 80. Składanka uzyskała status albumu podwójnie platynowej płyty w USA.

### Lata 90.
Kolejnym reżyserskim projektem Streisand był film Książę przypływów (1991), który także współwyprodukowała i w którym zagrała główną rolę. Obraz został nominowany do Oscara w siedmiu kategoriach i okazał się hitem kinowym, podnosząc tym samym reputację Streisand jako reżyserki. W tym samym roku artystka wydała retrospektywne wydawnictwo Just for the Record..., na którym zebrała w większości nagrania rzadkie lub nigdy wcześniej niepublikowane. W 1993 powróciła do repertuaru broadwayowskiego albumem pt. Back to Broadway, z którym dotarła do pierwszego miejsca na amerykańskiej liście przebojów i za którego sprzedaż odebrała certyfikat podwójnie platynowej płyty w USA. Na przełomie 1993 i 1994 dała dwa występy na MGM Grand Garden Arena, które były jednocześnie pierwszymi koncertami na nowo powstałym obiekcie. Były to jej pierwsze komercyjne występy na żywo od blisko 28 lat i spotkały się one z ogromnym zainteresowaniem. Zachęcona ich sukcesem, w 1994 roku wyruszyła w trasę koncertową, która przyniosła dochód w wysokości 50 milionów dolarów.
W 1996 premierę miał jej kolejny film Miłość ma dwie twarze, w którym zagrała także jedną z głównych ról. Film, mimo mieszanych recenzji, okazał się sukcesem komercyjnym. Streisand za nagraną do filmu piosenkę „I Finally Found Someone” (w duecie z Bryanem Adamsem) była nominowana do Złotego Globu i Oscara. Rozczarowana brakiem nominacji do Oscara w kategorii filmowej, odmówiła zaśpiewania utworu „I Finally Found Someone” na gali rozdania nagród, w czym zastąpiła ją Céline Dion. Z artystką w 1997 nagrała duet „Tell Him”, który spotkał się z masowym sukcesem na całym świecie. Piosenka znalazła się na kolejnych albumach obu artystek, Higher Ground Streisand i Let’s Talk About Love Dion, które stały się bestsellerami. Wydawnictwo Higher Ground uzyskało w Stanach Zjednoczonych status potrójnie platynowego. Latem 1998 roku drugim mężem Barbry Streisand został aktor James Brolin, a związek ten stał się tematem kolejnej płyty artystki, A Love Like Ours.

### XXI wiek
W noc sylwestrową 1999/2000 Streisand ponownie wystąpiła w MGM Grand Garden Arena z koncertem, który miał zdobyć miano najbardziej dochodowego w historii Las Vegas. Jej kolejne tournée, zatytułowane Timeles, pobiło kolejne rekordy. W 2001 roku piosenkarka wydała drugi w swojej karierze album świąteczny, Christmas Memories. Rok później ukazały się dwie kompilacje: dwupłytowa The Essential Barbra Streisand, która dotarła do Top 10 europejskich list sprzedaży, w tym do miejsca 1. w Wielkiej Brytanii, oraz Duets, zawierająca utwory nagrane z innymi artystami. Rok później swą premierę miało wydawnictwo The Movie Album, na którym znalazły się utwory pochodzące z takich filmów jak Dzisiejsze czasy, Śniadanie u Tiffany’ego i Bagdad Café. Do aktorstwa Streisand powróćiła w komedii Poznaj moich rodziców z 2004, gdzie zagrała u boku Roberta De Niro i Dustina Hoffmana.

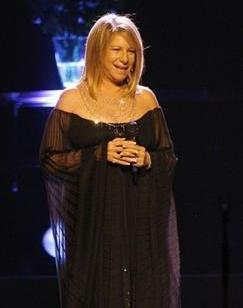
Podczas koncertu w londyńskiej O2 Arena, 2007

Pierwszy od sześciu lat album z premierowym materiałem, Guilty Pleasures, ukazał się jesienią 2005 roku, jako nawiązanie do wydanej 25 lat wcześniej bestsellerowej płyty Gulity. Barry Gibb ponownie pojawił się jako producent materiału, a także udzielił się wokalnie w dwóch utworach. Płyta spotkała się sukcesem, pokrywając się złotem w USA i platyną w Wielkiej Brytanii. W 2006 roku artystka wyruszyła w kolejną trasę koncertową, zatytułowaną Streisand: The Tour, która miała się stać najbardziej dochodową w całej jej karierze. Koncertowa płyta Live in Concert 2006, z zapisem kilku amerykańskich występów, została wydana w 2007 roku i dotarła do pierwszej dziesiątki listy sprzedaży w Stanach Zjednoczonych. W tym samym roku w Pałacu Elizejskim z rąk Nicolasa Sarkozy’ego odebrała prestiżowe, najwyższe francuskie odznaczenie: Legię Honorową.
W 2008 piosenkarka nawiązała współpracę z Dianą Krall, czego owocem była płyta Love Is the Answer. Kilka dni przed jej premierą, we wrześniu 2009, Streisand wystąpiła w nowojorskim klubie jazzowym Village Vanguard dla widowni złożonej jedynie z zaproszonych gości, przyjaciół i zwycięzców zorganizowanego wcześniej konkursu. Płyta Love Is the Answer zebrała przychylne recenzje i zadebiutowała na szczycie zestawienia Billboard Hot 100, zostawiając w tyle wydane w tym samym czasie krążki Memoirs of an Imperfect Angel Mariah Carey i Brand New Eyes zespołu Paramore. Sukces ten uczynił Barbrę Streisand jedynym wykonawcą w historii, jaki zdobył pierwsze miejsce tej listy w kolejnych pięciu dekadach.
W 2010 roku, razem z ponad czterdziestoma innymi wykonawcami, Streisand udzieliła wokalu do charytatywnego utworu „We Are the World 25 for Haiti”, nagranego na rzecz ofiar trzęsienia ziemi na Haiti. W tym samym roku do kin wszedł obraz Poznaj naszą rodzinkę – kontynuacja filmu Poznaj moich rodziców. W lutym 2011 piosenkarka wystąpiła na 53. ceremonii rozdania nagród Grammy, wykonując „Evergreen”. Latem wydała album What Matters Most, z piosenkami napisanymi wyłącznie przez Alana i Marilyn Bergmanów. Jesienią 2012 ukazała się kompilacja Release Me, zawierająca niepublikowane wcześniej utwory, a artystka wyruszyła w trasę koncertową Barbra Live. Wstąpiła w komedii Mama i ja. W 2014 roku ukazał się jej nowy album studyjny zatytułowany Partners.

## Życie prywatne

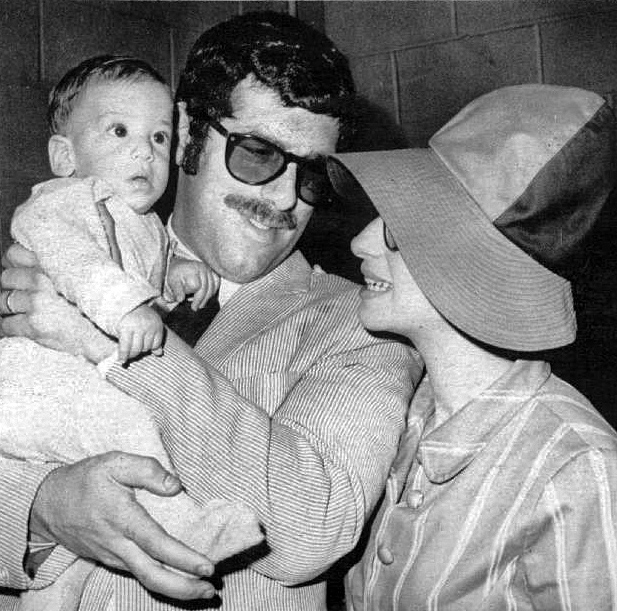
Streisand, Elliott Gould i ich syn Jason Gould (1967)

Pozostawała w nieformalnym związku z aktorem Barrym Dennenem. 13 września 1963 poślubiła aktora Elliotta Goulda, z którym ma syna Jasona (ur. 1966). W trakcie małżeństwa nawiązała przelotny romans z aktorem Sydneyem Chaplinem, z którym grała w Zabawnej dziewczynie. Po rozwodzie z mężem w 1971 spotykała się z aktorami: Ryanem O’Nealem, Donem Johnsonem, Richardem Gere’em, Liamem Neesonem i Krisem Kristoffersonem. W latach 90. XX w. randkowała z: hollywoodzkim producentem Jonem Petersem, kompozytorem Jamesem Newtonem Howardem, tenisistą Andre Agassim, dwukrotnym premierem Kanady Pierre Trudeau i dziennikarzem telewizyjnym Peterem Jenningsem. 1 lipca 1998 wyszła za aktora Jamesa Brolina, z którym była w nieformalnym związku od maja 1997.
Cierpi na szumy uszne, odkąd ukończyła siedem lat.

## Działalność polityczna i społeczna
W 1961 włączyła się w działalność antynuklearnej grupy Women Strike for Peace. Dzięki swoim występom zebrała ponad 25 mln dol. na rzecz różnych organizacji non-profit. W 1986 założyła fundację The Streisand Foundation, która przyznała prawie tysiąc grantów na działania mające na celu ochronę środowiska, edukację wyborców, ochronę praw i swobód obywatelskich, zwiększanie praw kobiet czy rozbrojenie nuklearne.
Aktywnie wspierała działania amerykańskiej Partii Demokratycznej oraz m.in. zagrała dwa koncerty mające na celu zebranie funduszy na rzecz kandydujących Demokratów: w kalifornijskim Kia Forum (1972) oraz na terenie własnej posiadłości w Malibu (1986). W 1971 dostała się na listę „oponentów politycznych” republikanina Richarda Nixona. W 1998 powiedziała: Demokraci zawsze byli partią ludzi pracujących oraz mniejszości, a ja od zawsze identyfikowałam się z mniejszościami. Otwarcie wyraża także poparcie na rzecz mniejszości seksualnych.
Przeznaczyła 10 mln dol. i łącznie zebrała 22 mln dol. na program badań chorób sercowo-naczyniowych w Kobiecym Oddziale Chorób Krążenia w kalifornijskim szpitalu klinicznym Cedars-Sinai Medical Center, który to oddział został oficjalnie nazwany jej nazwiskiem.
W czerwcu 2020 obdarowała Giannę Floyd, córkę Georga Floyda, akcjami Disneya.

## Odniesienia w kulturze popularnej
- Piosenkarka była obiektem czci głównej bohaterki serialu Pomoc domowa emitowanego w latach 90., dlatego była wielokrotnie wspominana przez nią w tej produkcji.
- Serial animowany Simpsonowie co najmniej czterokrotnie nawiązywał do osoby Streisand.
- W amerykańskim serialu Przyjaciele kilkakrotnie pojawiały się nawiązania do osoby piosenkarki.
- W odcinku serialu South Park, zatytułowanym „Mecha-Streisand” z 1998 roku, zostaje sparodiowana Barbra Streisand.
- Od jej nazwiska pochodzi rodzaj internetowego zjawiska, tzw. „efekt Streisand”, powstałego w 2003 roku[103].
- Barbra Streisand jest często wspominana w amerykańskiej komedii musicalowej Glee.
- Grupa Duck Sauce w 2010 roku nagrała cover utworu „Gotta Go Home” zespołu Boney M, nadając mu tytuł „Barbra Streisand”.

## Dorobek aktorski

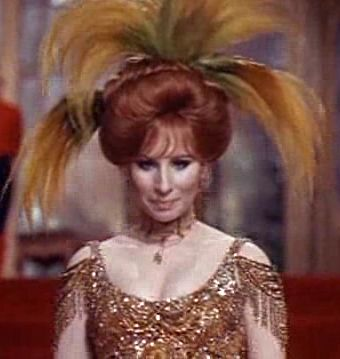
Barbra Streisand jako Dolly Levi w filmie Hello, Dolly! (1969)

### Sztuki teatralne
| Rok       | Tytuł                          | Rola              | Teatr                                                           |
| --------- | ------------------------------ | ----------------- | --------------------------------------------------------------- |
| 1962      | I Can Get It for You Wholesale | panna Marmelstein | Shubert Theatre, Nowy JorkBroadway Theatre, Nowy Jork           |
| 1964–1966 | Zabawna dziewczyna             | Fanny Brice       | Winter Garden Theatre, Nowy JorkPrince of Wales Theatre, Londyn |

### Filmy
| Rok  | Tytuł                                | Profesje | Profesje | Profesje | Profesje | Profesje | Rola                      | Dodatkowe informacje |
| Rok  | Tytuł                                | A        | R        | S        | P        | W        | Rola                      | Dodatkowe informacje |
| ---- | ------------------------------------ | -------- | -------- | -------- | -------- | -------- | ------------------------- | -------------------- |
| 1968 | Zabawna dziewczyna                   | Tak      |          |          |          |          | Fanny Brice               |                      |
| 1969 | Hello, Dolly!                        | Tak      |          |          |          |          | Dolly Levi                |                      |
| 1970 | W pogodny dzień zobaczysz przeszłość | Tak      |          |          |          |          | Daisy Gamble              |                      |
| 1970 | Puchacz i Kotka                      | Tak      |          |          |          |          | Doris Wilgus              |                      |
| 1972 | No i co, doktorku?                   | Tak      |          |          |          |          | Judy Maxwell              |                      |
| 1972 | Jak się zabawić?                     | Tak      |          |          |          |          | Margaret Reynolds         |                      |
| 1973 | Tacy byliśmy                         | Tak      |          |          |          |          | Katie Morosky             |                      |
| 1974 | Dla dobra Pete’a                     | Tak      |          |          |          |          | Henrietta „Henry” Robbins |                      |
| 1975 | Zabawna dama                         | Tak      |          |          |          |          | Fanny Brice               |                      |
| 1976 | Narodziny gwiazdy                    | Tak      |          |          |          | Tak      | Esther Hoffman            |                      |
| 1979 | Wielkie starcie                      | Tak      |          |          | Tak      |          | Hillary Kramer            |                      |
| 1981 | Niepokorni                           | Tak      |          |          |          |          | Cheryl Gibbons            |                      |
| 1983 | Yentl                                | Tak      | Tak      | Tak      | Tak      |          | Yentl Mendel              |                      |
| 1987 | Wariatka                             | Tak      |          |          | Tak      |          | Claudia Draper            |                      |
| 1991 | Książę przypływów                    | Tak      | Tak      |          | Tak      |          | Susan Lowenstein          |                      |
| 1995 | Sekret Margarethe Cammermayer        |          |          |          |          | Tak      | —                         | film telewizyjny     |
| 1996 | Miłość ma dwie twarze                | Tak      | Tak      |          | Tak      |          | Rose Morgan               |                      |
| 1997 | Opowieść o odwadze: Dwie kobiety     |          |          |          |          | Tak      | —                         | film telewizyjny     |
| 1998 | Zdarzyło się na Long Island          |          |          |          |          | Tak      | —                         | film telewizyjny     |
| 1998 | Wybawcy: Ocalenie                    |          |          |          |          | Tak      | —                         | film telewizyjny     |
| 1998 | Opowieści o odwadze: Dwie rodziny    |          |          |          |          | Tak      | —                         | film telewizyjny     |
| 2000 | Frankie i Hazel                      |          |          |          |          | Tak      | —                         | film telewizyjny     |
| 2001 | Co tworzy rodzinę                    |          |          |          |          | Tak      | —                         | film telewizyjny     |
| 2001 | Wojna Variana                        |          |          |          |          | Tak      | —                         | film telewizyjny     |
| 2004 | Poznaj moich rodziców                | Tak      |          |          |          |          | Rozalin „Roz” Focker      |                      |
| 2010 | Poznaj naszą rodzinkę                | Tak      |          |          |          |          | Rozalin „Roz” Focker      |                      |
| 2012 | Mama i ja                            | Tak      |          |          |          | Tak      | Joyce Brewster            |                      |

### Seriale
| Rok  | Tytuł                | Profesje | Profesje | Rola     | Odcinek         | Dodatkowe informacje     |
| Rok  | Tytuł                | A        | W        | Rola     | Odcinek         | Dodatkowe informacje     |
| ---- | -------------------- | -------- | -------- | -------- | --------------- | ------------------------ |
| 1987 | CBS Summer Playhouse |          | Tak      | —        | „Mabel and Max” |                          |
| 1988 | Policjanci z Miami   | Tak      |          | piesza   | „Odznaka hańby” | niewymieniona w napisach |
| 2016 | Współczesna rodzina  | Tak      |          | ona sama | „Spotkania”     | głos                     |

### Widowiska telewizyjne
- 1965: My Name Is Barbra
- 1966: Color Me Barbra
- 1967: The Belle of 14th Street
- 1968: A Happening in Central Park
- 1973: Barbra Streisand… and Other Musical Instruments
- 1975: Funny Girl to Funny Lady
- 1976: Barbra: With One More Look at You
- 1978: Getting in Shape for The Main Event
- 1983: A Film Is Born: The Making of Yentl
- 1986: Putting It Together: The Making of the Broadway Album
- 1987: One Voice
- 1994: Barbra Streisand: The Concert
- 2001: Barbra Streisand: Timeless
- 2009: Streisand: Live in Concert
- 2011: Barbra Streisand: One Night Only at The Village Vanguard
- 2013: Barbra Streisand: Back to Brooklyn
- 2017: The Music… The Mem’ries… The Magic!

## Dyskografia
| - 1963: The Barbra Streisand Album - 1963: The Second Barbra Streisand Album - 1964: The Third Album - 1964: People - 1965: My Name Is Barbra - 1965: My Name Is Barbra, Two... - 1966: Color Me Barbra - 1966: Je m’appelle Barbra - 1967: Simply Streisand - 1967: A Christmas Album - 1969: What About Today? - 1971: Stoney End - 1971: Barbra Joan Streisand - 1973: Barbra Streisand...and Other Musical Instruments - 1974: The Way We Were - 1974: ButterFly - 1975: Lazy Afternoon - 1976: Classical Barbra - 1976: A Star Is Born - 1977: Streisand Superman - 1978: Songbird - 1979: Wet - 1980: Guilty - 1983: Yentl - 1984: Emotion - 1985: The Broadway Album - 1988: Till I Loved You - 1993: Back to Broadway - 1997: Higher Ground - 1999: A Love Like Ours - 2001: Christmas Memories - 2003: The Movie Album - 2005: Guilty Pleasures - 2009: Love Is the Answer - 2011: What Matters Most - 2014: Partners - 2016: Encore: Movie Partners Sing Broadway | - 1968: A Happening in Central Park - 1972: Live Concert at the Forum - 1987: One Voice - 1994: The Concert - 2000: Timeless: Live in Concert - 2007: Live in Concert 2006 - 2010: One Night Only - 2013: Back to Brooklyn - 1970: Barbra Streisand’s Greatest Hits - 1978: Barbra Streisand’s Greatest Hits Volume 2 - 1981: Memories - 1989: A Collection: Greatest Hits... and More - 1991: Just for the Record... - 2002: The Essential Barbra Streisand - 2002: Duets - 2010: The Ultimate Collection - 2012: Release Me - 2013: The Classic Christmas Album - 1962: I Can Get It for You Wholesale - 1962: Pins and Needles - 1964: Funny Girl - 1969: Hello, Dolly! - 1970: On a Clear Day You Can See Forever - 1971: The Owl and the Pussycat - 1974: The Way We Were - 1975: Funny Lady - 1976: A Star Is Born - 1979: The Main Event - 1983: Yentl - 1987: Nuts - 1991: The Prince of Tides - 1996: The Mirror Has Two Faces |

### Najpopularniejsze single
Poniższa lista zawiera tylko te single, które dotarły do pierwszej dwudziestki listy przebojów w Stanach Zjednoczonych lub Wielkiej Brytanii.
- 1964: „People”
- 1966: „Second Hand Rose”
- 1971: „Stoney End”
- 1974: „The Way We Were”
- 1976: „Evergreen (Love Theme from A Star Is Born)”
- 1977: „My Heart Belongs to Me”
- 1978: „You Don’t Bring Me Flowers” (z Neilem Diamondem)
- 1979: „The Main Event/Fight”
- 1979: „No More Tears (Enough Is Enough)” (z Donną Summer)
- 1980: „Woman in Love”
- 1980: „Guilty” (z Barrym Gibbem)
- 1980: „What Kind of Fool” (z Barrym Gibbem)
- 1981: „Comin’ in and Out of Your Life”
- 1988: „Till I Loved You” (z Donem Johnsonem)
- 1992: „Places That Belong to You”
- 1994: „As If We Never Said Goodbye”
- 1996: „I Finally Found Someone” (z Bryanem Adamsem)
- 1997: „Tell Him” (z Céline Dion)

## Trasy koncertowe
- 1966: An Evening with Barbra Streisand
- 1994: Barbra Streisand: The Concert Tour
- 2000: Timeless: Live in Concert Tour
- 2006–2007: Streisand: The Tour
- 2012–2013: Barbra Live

## Nagrody i nominacje
| Nagroda                                                | Rok  | Kategoria                                                                         | Nominowana twórczość                              | Rezultat  | Źr.     |
| ------------------------------------------------------ | ---- | --------------------------------------------------------------------------------- | ------------------------------------------------- | --------- | ------- |
| Amerykański Instytut Filmowy                           | 2001 | Nagroda Amerykańskiego Instytutu Filmowego za całokształt twórczości              | —                                                 | Wygrana   | [ 107 ] |
| Grammy                                                 | 1964 | Nagranie roku                                                                     | „Happy Days Are Here Again”                       | Nominacja | [ 108 ] |
| Grammy                                                 | 1964 | Album roku                                                                        | The Barbra Streisand Album                        | Wygrana   | [ 108 ] |
| Grammy                                                 | 1964 | Najlepszy kobiecy występ wokalny                                                  | The Barbra Streisand Album                        | Wygrana   | [ 108 ] |
| Grammy                                                 | 1965 | Nagranie roku                                                                     | „People”                                          | Nominacja | [ 108 ] |
| Grammy                                                 | 1965 | Album roku                                                                        | People                                            | Nominacja | [ 108 ] |
| Grammy                                                 | 1965 | Najlepszy kobiecy występ wokalny                                                  | People                                            | Wygrana   | [ 108 ] |
| Grammy                                                 | 1966 | Album roku                                                                        | My Name Is Barbra                                 | Nominacja | [ 108 ] |
| Grammy                                                 | 1966 | Najlepszy kobiecy występ wokalny                                                  | My Name Is Barbra                                 | Wygrana   | [ 108 ] |
| Grammy                                                 | 1967 | Album roku                                                                        | Color Me Barbra                                   | Nominacja | [ 108 ] |
| Grammy                                                 | 1967 | Najlepszy kobiecy występ wokalny                                                  | Color Me Barbra                                   | Nominacja | [ 108 ] |
| Grammy                                                 | 1969 | Najlepszy kobiecy popowo-współczesny występ wokalny                               | Funny Girl                                        | Nominacja | [ 108 ] |
| Grammy                                                 | 1973 | Najlepszy kobiecy popowy występ wokalny                                           | „Sweet Inspiration”/„Where You Lead”              | Nominacja | [ 108 ] |
| Grammy                                                 | 1977 | Najlepszy klasyczny wokalny występ solowy                                         | Classical Barbra                                  | Nominacja | [ 108 ] |
| Grammy                                                 | 1978 | Nagranie roku                                                                     | „Evergreen”                                       | Nominacja | [ 108 ] |
| Grammy                                                 | 1978 | Piosenka roku                                                                     | „Evergreen”                                       | Wygrana   | [ 108 ] |
| Grammy                                                 | 1978 | Najlepszy kobiecy popowy występ wokalny                                           | „Evergreen”                                       | Wygrana   | [ 108 ] |
| Grammy                                                 | 1978 | Najlepsza ścieżka dźwiękowa napisana na potrzeby filmu lub programu telewizyjnego | A Star Is Born                                    | Nominacja | [ 108 ] |
| Grammy                                                 | 1979 | Najlepszy kobiecy popowy występ wokalny                                           | „You Don’t Bring Me Flowers”                      | Nominacja | [ 108 ] |
| Grammy                                                 | 1980 | Nagranie roku                                                                     | „You Don’t Bring Me Flowers” (z Neilem Diamondem) | Nominacja | [ 108 ] |
| Grammy                                                 | 1980 | Najlepszy popowy występ wokalny duetu, zespołu lub chóru                          | „You Don’t Bring Me Flowers” (z Neilem Diamondem) | Nominacja | [ 108 ] |
| Grammy                                                 | 1981 | Nagranie roku                                                                     | „Woman in Love”                                   | Nominacja | [ 108 ] |
| Grammy                                                 | 1981 | Album roku                                                                        | Guilty                                            | Nominacja | [ 108 ] |
| Grammy                                                 | 1981 | Najlepszy kobiecy popowy występ wokalny                                           | „Woman in Love”                                   | Nominacja | [ 108 ] |
| Grammy                                                 | 1981 | Najlepszy popowy wokalny występ duetu lub zespołu                                 | „Guilty” (z Barrym Gibbem)                        | Wygrana   | [ 108 ] |
| Grammy                                                 | 1987 | Album roku                                                                        | The Broadway Album                                | Nominacja | [ 108 ] |
| Grammy                                                 | 1987 | Najlepszy kobiecy popowy występ wokalny                                           | The Broadway Album                                | Wygrana   | [ 108 ] |
| Grammy                                                 | 1988 | Najlepszy kobiecy popowy występ wokalny                                           | One Voice                                         | Nominacja | [ 108 ] |
| Grammy                                                 | 1988 | Najlepszy teledysk z występu                                                      | One Voice                                         | Nominacja | [ 108 ] |
| Grammy                                                 | 1992 | Najlepszy tradycyjny występ popowy                                                | „Warm All Over”                                   | Nominacja | [ 108 ] |
| Grammy                                                 | 1992 | Grammy Legend Award                                                               | —                                                 | Wygrana   | [ 108 ] |
| Grammy                                                 | 1994 | Najlepszy wokalny występ tradycyjnego popu                                        | Back to Broadway                                  | Nominacja | [ 108 ] |
| Grammy                                                 | 1994 | Najlepszy popowy wokalny występ duetu lub zespołu                                 | „The Music of the Night” (z Michaelem Crawfordem) | Nominacja | [ 108 ] |
| Grammy                                                 | 1995 | Najlepszy wokalny występ tradycyjnego popu                                        | The Concert                                       | Nominacja | [ 108 ] |
| Grammy                                                 | 1995 | Najlepszy kobiecy popowy występ wokalny                                           | „Ordinary Miracles”                               | Nominacja | [ 108 ] |
| Grammy                                                 | 1995 | Grammy Lifetime Achievement Award                                                 | —                                                 | Wygrana   | [ 108 ] |
| Grammy                                                 | 1998 | Najlepsza popowa współpraca wokalna                                               | „Tell Him” (z Céline Dion)                        | Nominacja | [ 108 ] |
| Grammy                                                 | 1998 | Najlepsza popowa współpraca wokalna                                               | „I Finally Found Someone” (z Bryanem Adamsem)     | Nominacja | [ 108 ] |
| Grammy                                                 | 2001 | Najlepszy wokalny album tradycyjnego popu                                         | Timeless: Live in Concert                         | Nominacja | [ 108 ] |
| Grammy                                                 | 2003 | Najlepszy wokalny album tradycyjnego popu                                         | Christmas Memories                                | Nominacja | [ 108 ] |
| Grammy                                                 | 2004 | Najlepszy wokalny album tradycyjnego popu                                         | The Movie Album                                   | Nominacja | [ 108 ] |
| Grammy                                                 | 2008 | Najlepszy wokalny album tradycyjnego popu                                         | Live in Concert 2006                              | Nominacja | [ 108 ] |
| Grammy                                                 | 2011 | Najlepszy wokalny album tradycyjnego popu                                         | Love Is the Answer                                | Nominacja | [ 108 ] |
| Grammy                                                 | 2012 | Najlepszy wokalny album tradycyjnego popu                                         | What Matters Most                                 | Nominacja | [ 108 ] |
| Grammy                                                 | 2015 | Najlepszy wokalny album tradycyjnego popu                                         | Partners                                          | Nominacja | [ 108 ] |
| Grammy                                                 | 2017 | Najlepszy wokalny album tradycyjnego popu                                         | Encore: Movie Partners Sing Broadway              | Nominacja | [ 108 ] |
| Grammy                                                 | 2019 | Najlepszy wokalny album tradycyjnego popu                                         | The Music…The Mem’ries…The Magic!                 | Nominacja | [ 108 ] |
| Grammy                                                 | 2020 | Najlepszy wokalny album tradycyjnego popu                                         | Walls                                             | Nominacja | [ 108 ] |
| Grammy                                                 | 2025 | Najlepsze nagranie audiobooka, narracji i opowiadania historii                    | My Name Is Barbra                                 | Nominacja |         |
| MusiCares                                              | 2011 | MusiCares Person of the Year                                                      | —                                                 | Wygrana   | [ 108 ] |
| Nagrody Akademii Filmowej (Oscary)                     | 1969 | Najlepsza aktorka                                                                 | Zabawna dziewczyna                                | Wygrana   | [ 109 ] |
| Nagrody Akademii Filmowej (Oscary)                     | 1974 | Najlepsza aktorka                                                                 | Tacy byliśmy                                      | Nominacja | [ 109 ] |
| Nagrody Akademii Filmowej (Oscary)                     | 1977 | Najlepsza piosenka oryginalna                                                     | „Evergreen”                                       | Wygrana   | [ 109 ] |
| Nagrody Akademii Filmowej (Oscary)                     | 1992 | Najlepszy film                                                                    | Książę przypływów                                 | Nominacja | [ 109 ] |
| Nagrody Akademii Filmowej (Oscary)                     | 1997 | Najlepsza piosenka oryginalna                                                     | „I Finally Found Someone”                         | Nominacja | [ 109 ] |
| Nagrody Amerykańskiej Gildii Reżyserów Filmowych (DGA) | 1992 | Najlepsze osiągnięcie reżyserskie w filmie fabularnym                             | Książę przypływów                                 | Nominacja | [ 110 ] |
| Nagrody Amerykańskiej Gildii Reżyserów Filmowych (DGA) | 1995 | Najlepsze osiągnięcie reżyserskie w programie muzycznym lub rewiowym              | Barbra: The Concert                               | Wygrana   | [ 110 ] |
| Nagrody Amerykańskiej Gildii Reżyserów Filmowych (DGA) | 2001 | Najlepsze osiągnięcie reżyserskie w programie muzycznym lub rewiowym              | Barbra Streisand: Timeless                        | Nominacja | [ 110 ] |
| Peabody Awards                                         | 1965 | —                                                                                 | My Name Is Barbra                                 | Wygrana   | [ 111 ] |
| Peabody Awards                                         | 1966 | —                                                                                 | Color Me Barbra                                   | Wygrana   | [ 111 ] |
| Peabody Awards                                         | 1994 | —                                                                                 | Barbra: The Concert                               | Wygrana   | [ 111 ] |
| Peabody Awards                                         | 1995 | —                                                                                 | Sekret Margarethe Cammermeyer                     | Wygrana   | [ 111 ] |
| Primetime Emmy                                         | 1964 | Najlepszy występ w programie lub serialu rewiowym lub muzycznym                   | The Judy Garland Show                             | Nominacja | [ 112 ] |
| Primetime Emmy                                         | 1965 | Najlepsze osiągnięcie indywidualne w rozrywce – aktorzy i wykonawcy               | My Name Is Barbra                                 | Wygrana   | [ 112 ] |
| Primetime Emmy                                         | 1969 | Najlepszy program muzyczny lub rewiowy                                            | Barbra Streisand: A Happening In Central Park     | Nominacja | [ 112 ] |
| Primetime Emmy                                         | 1974 | Najlepszy specjalny program komediowo-rewiowy, rewiowy lub muzyczny               | Barbra Streisand...and Other Musical Instruments  | Nominacja | [ 112 ] |
| Primetime Emmy                                         | 1995 | Najlepszy specjalny program rewiowy, muzyczny lub komediowy                       | Barbra Streisand: The Concert                     | Wygrana   | [ 112 ] |
| Primetime Emmy                                         | 1995 | Najlepszy występ indywidualny w programie rewiowym lub muzycznym                  | Barbra Streisand: The Concert                     | Wygrana   | [ 112 ] |
| Primetime Emmy                                         | 1995 | Najlepsze indywidualne osiągnięcie w reżyserii programu rewiowego lub muzycznego  | Barbra Streisand: The Concert                     | Nominacja | [ 112 ] |
| Primetime Emmy                                         | 1995 | Najlepszy film wyprodukowany dla telewizji                                        | Sekret Margarethe Cammermeye                      | Nominacja | [ 112 ] |
| Primetime Emmy                                         | 2001 | Najlepszy występ indywidualny w programie rewiowym lub muzycznym                  | Timeless: Live in Concert                         | Nominacja | [ 112 ] |
| Tony                                                   | 1962 | Najlepsza aktorka drugoplanowa w musicalu                                         | I Can Get It for You Wholesale                    | Nominacja | [ 113 ] |
| Tony                                                   | 1964 | Najlepsza aktorka w musicalu                                                      | Zabawna dziewczyna                                | Nominacja | [ 113 ] |
| Tony                                                   | 1970 | Gwiazda dekady                                                                    | —                                                 | Wygrana   | [ 114 ] |
| Nagrody Gildii Aktorów Ekranowych (SAG)                | 2024 | Nagroda Gildii Aktorów Ekranowych za całokształt twórczości                       | —                                                 | Wygrana   | [ 115 ] |
| Złote Globy                                            | 1969 | Najlepsza aktorka w filmie komediowym lub musicalu                                | Zabawna dziewczyna                                | Wygrana   | [ 116 ] |
| Złote Globy                                            | 1970 | Najlepsza aktorka w filmie komediowym lub musicalu                                | Hello, Dolly!                                     | Nominacja | [ 116 ] |
| Złote Globy                                            | 1970 | Światowi filmowi ulubieńcy                                                        | —                                                 | Wygrana   | [ 116 ] |
| Złote Globy                                            | 1971 | Najlepsza aktorka w filmie komediowym lub musicalu                                | Puchacz i Kotka                                   | Nominacja | [ 116 ] |
| Złote Globy                                            | 1971 | Światowi filmowi ulubieńcy                                                        | —                                                 | Wygrana   | [ 116 ] |
| Złote Globy                                            | 1974 | Najlepsza aktorka w filmie dramatycznym                                           | Tacy byliśmy                                      | Nominacja | [ 116 ] |
| Złote Globy                                            | 1975 | Światowi filmowi ulubieńcy                                                        | —                                                 | Wygrana   | [ 116 ] |
| Złote Globy                                            | 1976 | Najlepsza aktorka w filmie komediowym lub musicalu                                | Zabawna dama                                      | Nominacja | [ 116 ] |
| Złote Globy                                            | 1977 | Najlepsza aktorka w filmie komediowym lub musicalu                                | Narodziny gwiazdy                                 | Wygrana   | [ 116 ] |
| Złote Globy                                            | 1977 | Najlepsza piosenka oryginalna                                                     | „Evergreen”                                       | Wygrana   | [ 116 ] |
| Złote Globy                                            | 1978 | Światowi filmowi ulubieńcy                                                        | —                                                 | Wygrana   | [ 116 ] |
| Złote Globy                                            | 1984 | Najlepsza aktorka w filmie komediowym lub musicalu                                | Yentl                                             | Nominacja | [ 116 ] |
| Złote Globy                                            | 1984 | Najlepszy reżyser                                                                 | Yentl                                             | Wygrana   | [ 116 ] |
| Złote Globy                                            | 1988 | Najlepsza aktorka w filmie dramatycznym                                           | Wariatka                                          | Nominacja | [ 116 ] |
| Złote Globy                                            | 1992 | Najlepszy reżyser                                                                 | Książę przypływów                                 | Nominacja | [ 116 ] |
| Złote Globy                                            | 1996 | Najlepszy miniserial lub film telewizyjny                                         | Sekret Margarethe Cammermeyer                     | Nominacja | [ 116 ] |
| Złote Globy                                            | 1997 | Najlepsza aktorka w filmie komediowym lub musicalu                                | Miłość ma dwie twarze                             | Nominacja | [ 116 ] |
| Złote Globy                                            | 1997 | Najlepsza piosenka oryginalna                                                     | „I Finally Found Someone”                         | Nominacja | [ 116 ] |
| Złote Globy                                            | 2000 | Nagroda im. Cecila B. DeMille’a                                                   | —                                                 | Wygrana   | [ 117 ] |

## Odznaczenia
- 2000: National Medal of Arts
- 2007: Legia Honorowa
- 2015: Medal Wolności[118]

## Książki
Barbra Streisand, My Name Is Barbra, Viking Press, 2023.